# نیکی کدی
نیکی ریچارد کدی (به انگلیسی: Nikki Reichard  Keddie)؛ (زمان تولد: آنیتا راگوزین Anita Ragozin، زادهٔ ۲۰ آگوست ۱۹۳۰ میلادی در بروکلین،  نیویورک)؛ خاورشناس، ایران‌شناس و تاریخ زنان از آمریکا است که پس از ۳۵ سال تدریس در دانشگاه کالیفرنیا، لس‌آنجلس (UCLA)، بازنشسته شده‌است.

## تحصیلات
کدی مدرک کارشناسی خود را از دانشگاه هاروارد، کارشناسی ارشد را از دانشگاه استنفورد و دکتری را از دانشگاه کالیفرنیا، برکلی در سال ۱۹۵۵ دریافت کرده‌است. او پیش از پیوستن به دانشگاه کالیفرنیا در دانشگاه آریزونا و کالج اسپرینگس، آیووا در کلرمونت، کالیفرنیا، عمدتاً خاورمیانه تاریخ و تاریخ ایران را تدریس می‌کرد و سرانجام «استاد تمام» شد.

## زمینهٔ پژوهش
موضوع پژوهش او، تاریخ خاور نزدیک، تاریخ اجتماعی، تاریخ زنان، تاریخ جهان و تطبیقی و عکاسی است. مبحث اصلی تدریس وی در دانشگاه کالیفرنیا، تاریخ ایران و جهان و خاورمیانه بود که کتاب‌ها و مقاله‌های متعددی در آن مورد به رشتهٔ تحریر درآورده‌است. از جمله کتاب «ایران مدرن: ریشه‌ها و پی‌آمدهای انقلاب ایران» (۲۰۰۳)، که در دو کتاب مجزا به فارسی نیز ترجمه شده‌است.

## جایزه‌ها و قدرشناسی

چپ به راست: ابوالحسن بنی‌صدر، مهدی بازرگان و روح‌الله خمینی در اوایل سال ۱۹۷۹. منبع: کتاب ایران مدرن: «ریشه‌ها و پیامدهای انقلاب»، ۲۰۰۳.

- عضو آکادمی علوم و هنرهای آمریکا در ۱۹۹۴.[۱]
- جایزه راهنمایی مطالعات خاورمیانه در ۲۰۰۱ که در سال ۲۰۰۳ نیز وی را به عضویت افتخاری درآورد.[۱]
- جایزه برای تمایز علمی از انجمن تاریخی آمریکا در ۲۰۰۲.[۱]
- جایزه «تاریخ فارسی» از مؤسسهٔ دانشنامهٔ ایرانیکا در ۲۰۰۲ به او اهدا شد.[۱]
- جایزه بالزان در ۲۰۰۴.[۱]
- جایزه يكي عمر تلاش برای تاریخ ایران از انجمن بین‌المللی مطالعات ایران در ۲۰۰۸.
- دريافت جايزه گوگنهایم برای علوم انسانی، ایالات متحده و کانادا.
- به ترتیب در سال‌های ۱۹۹۴ و ۲۰۰۳ میلادی برای عضویت در «آکادمی هنر و علوم آمریکا» و همچنین «انجمن مطالعات خاورمیانه» برگزیده شد.